# Bundu
Bundu (en hindi: बुन्दु ) es una localidad de la India, en el distrito de Ranchi, estado de Jharkhand.

## Geografía
Se encuentra a una altitud de 317 m s. n. m. a 43 km de la capital estatal, Ranchi, en la zona horaria UTC +5:30.

## Demografía
Según estimación 2010 contaba con una población de 20 555 habitantes.